# Beírt kör (sokszög)

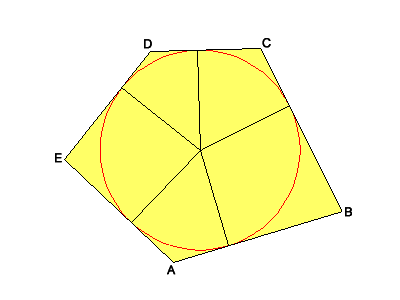
Ötszög beírt köre

A geometriában egy sokszög beírt köre az a kör, amely belülről érinti a sokszög összes oldalát.
Egy nem szabályos sokszögnek általában nincs beírt köre, de könnyedén szerkeszthetünk egy kör köré nem szabályos sokszöget. Egy nem szabályos sokszögnek van beírt köre, ha a belső szögfelezők egy pontban metszik egymást. Ez a pont a beírt kör középpontja. Egy háromszögnek mindig van beírt köre.
Ha egy négyszögnek van beírt köre, akkor a négyszög érintőnégyszög. Ilyenek például a konvex deltoidok, köztük a rombuszok és a négyzetek.
Ha létezik beírt kör, és a sokszög területe T, a kerülete pedig k, akkor a beírt kör sugara:
{\displaystyle r={\frac {2T}{k}}}
A szabályos sokszög beírt körének a sugara:
{\displaystyle r={\tfrac {1}{2}}\cdot a\cdot \mathrm {ctg} \left({\frac {\pi }{n}}\right)}
ahol a a sokszög oldalhossza és n a szögek száma.

### Külső hivatkozások
- Sokszög beírt köre, Math Open Reference (angolul)